# Câmara Municipal de Pontevedra
A Câmara Municipal de Pontevedra (Galego: Concello de Pontevedra; Espanhol: Ayuntamiento de Pontevedra) é o órgão administrativo e de governo de primeiro nível do município de Pontevedra (Espanha). O actual presidente da Câmara de Pontevedra é Miguel Anxo Fernández Lores, no cargo desde 4 de Julho de 1999.

## Descrição
O município é composto por três órgãos: o presidente da Câmara, que dirige o município; o poder executivo, o conselho de governo local, composto pelo presidente da Câmara e pelos vereadores por ele nomeados; e o conselho municipal, uma assembleia composta por 25 vereadores eleitos democraticamente que representam os habitantes de Pontevedra. O presidente da câmara municipal é eleito pelos membros do conselho municipal de entre os seus membros no dia da formação da nova câmara após as eleições locais.
Desde 1880, o município tem a sua sede na Câmara Municipal de Pontevedra. Desde 2010, os seus serviços administrativos centrais estão alojados na mansão do Marquês de Riestra, no número 30 da rua Michelena. Também desde 2010, e por ocasião de uma renovação completa da Câmara Municipal, as sessões plenárias do conselho realizam-se no Teatro Principal.

## Eleições locais
| Partido                                       | 2019  | 2019   | 2019      | 2015  | 2015   | 2015      | 2011  | 2011   | 2011      | 2007  | 2007   | 2007      |
| Partido                                       | %     | Votos  | Deputados | %     | Votos  | Deputados | %     | Votos  | Deputados | %     | Votos  | Deputados |
| Bloco Nacionalista Galego (BNG)               | 39,79 | 16 500 | 11        | 43.08 | 17 050 | 12        | 39,25 | 17 130 | 11        | 28.26 | 12 412 | 7         |
| Partido Popular da Galiza (PPdeG)             | 30,00 | 12 440 | 9         | 27.10 | 10 725 | 7         | 39,52 | 17 244 | 11        | 44.15 | 19 387 | 12        |
| Partido Socialista da Galiza (PSdeG-PSOE)     | 13.98 | 5.797  | 4         | 10.81 | 4.277  | 3         | 13.30 | 5.803  | 3         | 22.33 | 9.807  | 6         |
| Cidadãos (Cs)                                 | 5.17  | 2.142  | 1         | 5.73  | 2.268  | 1         | -     | -      | -         | -     | -      | -         |
| Maré Pontevedra (MA. PO)- Esquerda Unida (UE) | 3,60  | 1.492  | -         | 8.14  | 3.222  | 2         | 1.63  | 712    | -         | 1.35  | 594    | -         |

## Presidentes da Câmara Municipal
A 3 de Abril de 1979, a Câmara Municipal foi reconstituída como entidade democrática, com as primeiras eleições democráticas da transição espanhola para a democracia. Desde então, as Câmaras Municipais são as seguintes:
| Legislatura | Nome                        | Partido politico                  |
| ----------- | --------------------------- | --------------------------------- |
| 1979-1983   | José Rivas Fontán           | União de Centro Democrático (UCD) |
| 1983-1987   | José Rivas Fontán           | Aliança Popular (AP)              |
| 1987-1991   | José Rivas Fontán           | Independentes da Galiza           |
| 1991-1995   | Javier Cobián               | Partido Popular (PP)              |
| 1995-1999   | Juan Luis Pedrosa           | Partido Popular (PP)              |
| 1999-2003   | Miguel Anxo Fernández Lores | Bloco Nacionalista Galego (BNG)   |
| 2003-2007   | Miguel Anxo Fernández Lores | Bloco Nacionalista Galego (BNG)   |
| 2007-2011   | Miguel Anxo Fernández Lores | Bloco Nacionalista Galego (BNG)   |
| 2011-2015   | Miguel Anxo Fernández Lores | Bloco Nacionalista Galego (BNG)   |
| 2015-2019   | Miguel Anxo Fernández Lores | Bloco Nacionalista Galego (BNG)   |
| 2019-2023   | Miguel Anxo Fernández Lores | Bloco Nacionalista Galego (BNG)   |

### Artigos relacionados
- Câmara Municipal de Pontevedra
- Hotel do Marquês de Riestra
- Presidentes da Câmara Municipal de Pontevedra